# Мешковський район
Мешковский район — адміністративно-територіальна одиниця, що існувала у Північно-Кавказькому краї РРФСР у 1924—1927 роках.
Адміністративний центр — станиця Мешковська.

## Історія
Район було утворено у квітні 1924 року з Мєшковської волості у складі Донецького округу Північно-Кавказького краю.
Район скасований у лютому 1927 року, його територія передана в Верхнедонський район.